# Kopis (zwaard)

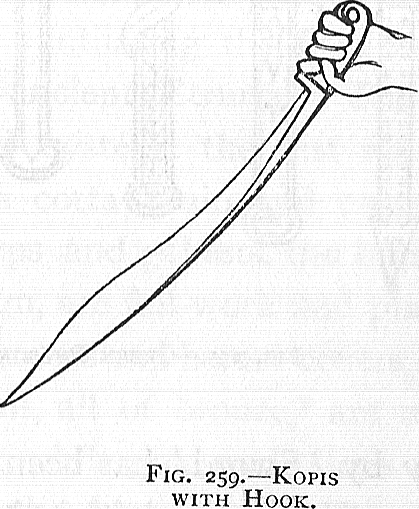
Afbeelding van een kopis

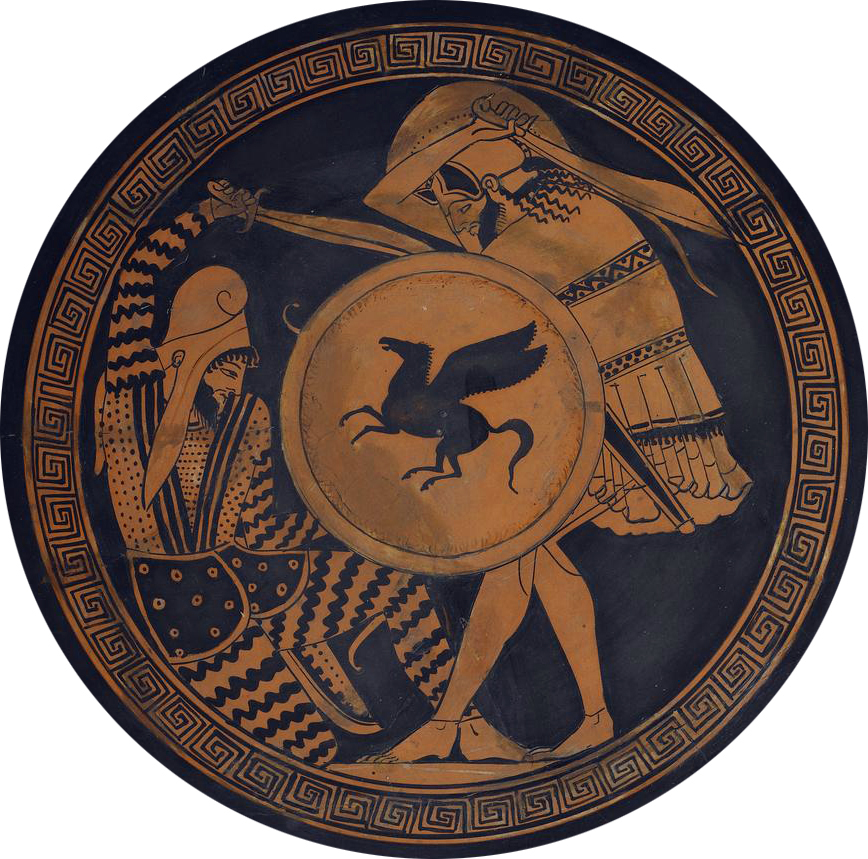
Een Griekse hopliet hakt in op een Pers

De kopis is een zwaard uit de Oudheid met een gekromde kling. Het lijkt op een kromzwaard maar de snijrand zit aan de binnenkant, net als bij een falcata. Het woord is afgeleid van het Griekse werkwoord κοπτειν, wat slaan of hakken betekent.
Het Grieks voetvolk gebruikte eerder een recht zwaard, xiphos.
Xenophon raadde de machaira aan voor ruiterij, omdat het gemakkelijker is om er vanop een paard mee te hakken dan met een recht zwaard te steken.